# Jules Tchimbakala
Constant Jules Tchimbakala (Pointe-Noire, 15 gennaio 1971) è un ex calciatore della Repubblica del Congo, di ruolo difensore.